# نی‌نواز هاملین (فیلم ۱۹۴۲)
«نی‌نواز هاملین» (انگلیسی: The Pied Piper (1942 film)) فیلمی در ژانر جنگی و درام به کارگردانی اروینگ پیکل است که در سال ۱۹۴۲ منتشر شد.

## بازیگران
- مونتی وولی
- رودی مک‌داول
- آن بکستر
- اتو پرمینجر
- پگی ان گارنر
- هلموت دانتینه
- جی. کارول نایش
- مارسل دالیو
- ویلیام ادموندز
- مورتون لاوری
- جرج دیویس